# Sacsas (chacchas)
Las sacsas, también conocidas como chajchas son un instrumento utilizado particularmente en el folclore latinoamericano. Por lo general están hechas con las pezuñas secas de un cerdo, por lo que produce un sonido indeterminado, muy rico como instrumento de percusión. En Argentina se lo conoce como uñero.
- Datos: Q6116736